# Ninh-mã phái
Ninh-mã phái (tiếng Tây Tạng: Nyingmapa/རྙིང་མ་བ་; tiếng Trung Quốc: 寧瑪派) cũng được gọi là Cựu phái hoặc Cổ mật vì được sáng lập từ lần đầu Phật giáo truyền qua Tây Tạng, hoặc Hồng giáo vì các tu sĩ phái này thường mang y phục màu hồng (hoặc mũ màu hồng), là một trong bốn tông phái chính của Phật giáo Tây Tạng. Tông này thống nhất truyền thống của Đại sư Liên Hoa Sinh (Padmasambhava) và các cao tăng Tì-ma-la-mật-đa (hoặc Tịnh Hữu/vimalamitra), Biến Chiếu (vairocana) từ Ấn Độ truyền qua trong thế kỉ thứ 8. Từ thế kỷ 15 trở đi, giáo lý của tông này được sắp xếp theo hệ thống nhưng không được thu nhận vào Đại tạng (Cam-châu-nhĩ/Đan-châu-nhĩ) của Tây Tạng. Giáo pháp này lấy Đại cứu cánh (Dzogchen) làm cơ sở và dựa trên luận giải của Long-thanh-ba (龍清巴,/klong chen pa/ཀློང་ཆེན་པ་). Phái Ninh-mã nguyên thủy gồm có cả tăng sĩ lẫn cư sĩ và giữ được truyền thống của mình qua thời kì Phật giáo bị Lãng-đạt-ma (glang dar ma/གླང་དར་མ་) bức hại (836-842). Qua thế kỉ thứ 11, phái này bắt đầu phát triển và trong nội bộ chia làm ba dòng chính: dòng "lịch sử", dòng "trực tiếp" và dòng "kiến chứng".
1. Dòng lịch sử hay tuyên giáo (bka' ma བཀའ་མ་) dựa trên hiển giáo xuất phát từ Phổ Hiền, trong đó có các giáo pháp quan trọng của Ba thừa chỉ được tìm thấy trong dòng Ninh-mã như Ma-ha-du-già (mahāyoga), A-nậu-du-già (anuyoga) và A-tì-du-già (atiyoga).
2. Dòng trực tiếp hay Bí lục (gter ma/གཏེར་མ་) dựa trên các bí lục do Liên Hoa Sinh truyền lại. Ví dụ như Tử thư (bardo thodol/བར་དོ་ཐོས་གྲོལ་) là một tác phẩm bí lục.
3. Dòng kiến chứng (dag snang/དག་སྣང་) dựa trên sự tiếp xúc trực tiếp với Báo thân của các vị Đạo sư (đã nhập diệt) trong lúc nhập định, theo lời khai thị của các vị đó để tuyên giáo các giáo pháp cụ thể trong những thời kì nhất định. Qua cách truyền giáo này mà Long-thanh-ba được xem là trực tiếp nhận những lời khai thị của Liên Hoa Sinh.